# 晶明蚕
晶明蚕（学名：Vanadis crystallina）为眼蚕科明蚕属的动物。分布于地中海、印度洋、大西洋、太平洋，包括东海黑潮区、南海等海域，属于热带和亚热带上层水域暖水种。